# Sonny Boy

Sonny Boy(사니 보이)는 매드하우스가 제작한 일본의 오리지널 애니메이션이다.

## 줄거리
길고 긴 여름방학도 중반을 넘긴 8월 16일. 학교에 모여 있던 나가라랑 반 친구들은 돌연, 생각지도 못한 사태에 휘말려 있었다. 나가라 자신은 물론, 수수께끼의 전학생 미즈호나 아사카제 등, 36명의 클래스메이트와 함께, 학교가 이차원에 표류해 버렸던 것이다. 게다가 그들은, 표류와 동시에 다양한(능력)을 입수. 인지를 뛰어넘는 능력에 한껏 기뻐하며 제멋대로 날뛰는 이도 있는가 하면 리더로서 다른 학생들을 통솔하려는 이도, 제자리로 돌아가기 위한 방법을 필사적으로 찾는 이도 있다. 소용돌이치는 불신과 억누를 수 없는 질투, 그리고 지배욕에서 오는 대립. 잇달아 일어나는 불가사의한 사태를 앞두고 소년소녀들은 갑자기 서바이벌 생활에 내던져진다. 과연 나가라와 친구들은 이 세계를 공략해, 무사히 원래의 세계로 돌아갈 수 있는 것일까……?